# RealAudio
RealAudio is een propriëtair audioformaat dat is ontwikkeld door RealNetworks in 1995. Bestanden worden opgeslagen in een RealMedia-containerbestand.

## Beschrijving
Het bestandsformaat maakt gebruik van diverse audiocodecs, variërend van lage bitsnelheden voor inbelmodems, tot hoge kwaliteit audio voor muziek. Daarnaast kan RealAudio ook gebruikt worden als bestandsformaat voor streaming audio, voor het rechtstreeks afspelen van spraak en muziek via het internet. Veel radiostations eind jaren 90 en begin jaren 00 maakten hiervan gebruik.
De software, ondanks zijn tekortkomingen, bleek revolutionair in die tijd en opende de weg naar streaming media voor veel gebruikers. Latere diensten, zoals Spotify en Pandora, populariseerden deze technologie en brachten het naar een massamarkt.

## Einde gebruik
RealNetworks ontving zijn inkomsten aan de serverzijde en liet hostingbedrijven betalen om de streamingdiensten te kunnen gebruiken. Microsoft bouwde de eigen streamingdienst Windows Media in elke versie van Windows, wat aantrekkelijk was voor deze hostingbedrijven.
Vooral de diensten van Adobe Flash Player kregen al snel voeten in de aarde, voornamelijk omdat deze gratis werden aangeboden, en vanaf ongeveer 2005 stapte men massaal over. RealAudio werd steeds minder toegepast. De Britse BBC World Service was in 2011 de laatste die uiteindelijk stopte met het gebruik van RealAudio.